# 金炳彦
金 炳彦（キム・ビョンオン、김병언、1951年 - ）は、韓国の小説家。慶尚北道大邱出身。
四十歳を過ぎてから小説を書き始めた作家である。

## 略歴
1951年、大邱で生まれて、ソウル大学校の言語学科を卒業した。大学を卒業してから貿易会社、ホテル、建設会社、運送会社などで働いた。「同じ職場で2年以上続かなかった」と語っており、職場を変えるたびに、仕事の分野も変えないといけなかったという。建設会社に勤めていた頃は、中東の砂漠に行って働いたと言う。この時の体験は、『犬をテーマにした三つの悲しい事件』という小説集の中の『黄砂に捧げる』（『南太平洋』）などに生々しく反映されている。 
1992年『文学と社会』に「落ち穂拾い」を発表して文壇に出た。登壇してからは、仕事を辞めて執筆に専念している。一貫して様々な経験に基づいた伝統的リアリズムを追求してきた金炳彦は、時流に便乗することなく、粘り強く自分の声を発した作品で高く評価されている。

## 受賞歴
- 2008年、韓戊淑文学賞

## 主な作品
- 1995年、『개를 소재로 한 세가지 슬픈 사건』(犬をテーマにした三つの悲しい事件)[2]
- 1997年、『천치의 사랑』(痴れ物の愛)
- 1999年、『목수의 칼』(大工の刀)
- 2007年、『남태평양』(南太平洋)